# Roger L’Estrange

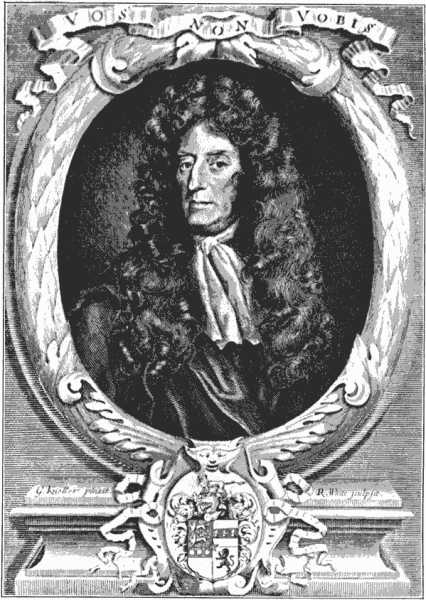
Roger L’Estrange

Sir Roger L’Estrange (* 17. Dezember 1616 in Hunstanton, Norfolk; † 11. Dezember 1704 in London) war ein englischer Politiker, Verfasser von Flugblättern, Autor und ergebener Verteidiger des Königtums.

## Leben
1644 plante und führte er eine Verschwörung aus, um den König Karl I. zu unterstützen. Er wurde als Spion zum Tode verurteilt. Er saß vier Jahre lang im Gefängnis von Newgate, bevor er auf das europäische Festland flüchten konnte und in den Niederlanden Asyl fand. 1653 begnadigte ihn Oliver Cromwell.
1663 begann er seine Karriere als Journalist und gab ein Blatt unter dem Namen The Public Intelligence heraus. Er übernahm die Leitung und Verlegeraufgaben der Presse von John Birkenhead. 1678 half er Thomas Britton seine Konzertreihe zu organisieren und spielte bei der ersten Aufführung die Geige. Am 13. April 1681 gründete er ein neues Blatt mit dem Namen The Observator, der bis zum 9. März 1686 oder 1677 erschien.
L’Estrange war sein gesamtes Leben an politischen Kontroversen beteiligt. 1685 bis 1687 war er als Abgeordneter für Winchester Mitglied des englischen House of Commons. Er war ein wilder Tory und Gegner der religiösen Toleranz. 1685 wurde er von Jakob II. zum Knight Bachelor geschlagen. L’Estrange wurde mehrfach wegen Verschwörungen gegen Wilhelm von Oranien und Maria inhaftiert.
Zusätzlich zu seiner Arbeit als politischer Flugblattschreiber und als Journalist, übersetzte er griechische und lateinische Klassiker. Er übersetzte die Fabeln von Aesop. Er starb am 11. Dezember 1704 im Alter von 87 Jahren.